# 홍성 연산서씨 석보
홍성 연산서씨 석보(洪城 連山徐氏 石譜)는 충청남도 홍성군 홍성읍 홍성역사관에 있는 조선시대의 석보이다. 1997년 8월 5일 충청남도의 문화재자료 제354호로 지정되었다.

## 개요
홍성의 연산 서씨 족보를 돌에 새긴 특이한 유물이다.
족보라는 것은 한 집안의 세계(世系)를 기록하여 가문의 형통과 맥을 후대에 책으로 만들어 보존하여 전해지는 것이 보통인데 연산 서씨는 특이하게 136년 전에 8매의 4각 오석(검은 빛이 나는 단단한 돌)에 족보를 새겨 보존하고 있다. 크기는 가로 25cm, 세로 36cm이며, 두께는 3cm정도이다.
구항면 지석리 덕은동 마을 입구에 위치한 암벽을 깍아 만든 가로 40cm, 세로 30cm 정도의 암석굴에 보관돼 전해오던 것을 후손들이 1996년 12월 5일 개봉해 세상에 처음으로 알려졌다.
세로 36cm, 가로 25cm, 높이 3cm의 사각 입체 오석(烏石) 4판 8면으로 제작돼 있는데 그 속에 연산 서씨의 세계를 4500자로 음각해 기록했다. 국내 최초의 석판에 새긴 족보로 기존의 종이족보가 아닌 오석을 이용해 문중의 역사를 화재, 수해로부터 지키고 영원히 보존하고자 1853년 제작됐다.

## 보관 장소
2016년 4월 28일 연산서씨 대종회 문중에서 보관 중인 홍성연산서씨석보(돌족보)를 홍주성역사관에 기탁했다.

## 참고 자료
- 홍성연산서씨석보 - 국가유산청 국가유산포털